# امین بنور
امین بنور (انگلیسی: Amine Bannour؛ زادهٔ ۲۱ فوریهٔ ۱۹۹۰) بازیکن هندبال اهل تونس است.